# Богданов, Пётр Дмитриевич
Пётр Дмитриевич Богданов (4 февраля 1909 — 4 (7) октября 1973) — старший лейтенант Рабоче-крестьянской Красной Армии, участник Великой Отечественной войны, Герой Советского Союза (1945).

## Биография
Пётр Богданов родился 4 февраля 1909 года на станции Дровяная (ныне — Улётовский район Забайкальского края) в рабочей семье. Получил неполное среднее образование, с 16 лет работал. В 1925—1931 годах был продавцом в Чите, затем прорабом на лесопункте в посёлке Шабартуй. В 1931—1933 годах проходил службу в армии в Иркутске. Демобилизовавшись, окончил автодорожную школу, работал шофёром в «Золототрансе». В 1939 году был повторно призван в армию, окончил автобронетанковую школу в Забайкальском военном округе, получил воинское звание младшего воентехника. В 1940 году был уволен в запас. В августе 1941 года был в третий раз призван в армию, первоначально служил в Забайкалье. С ноября 1943 года — на фронтах Великой Отечественной войны. Участвовал в боях на Волховском, Ленинградском, 1-м, 2-м, 3-м Прибалтийских и 1-м Белорусском фронтах. Принимал участие в освобождении Новгорода, Порхова, Пскова, Режицко-Двинской, Рижской, Мемельской операциях. С декабря 1944 года участвовал в освобождении Польши. К тому времени лейтенант Пётр Богданов командовал ротой 1069-го стрелкового полка 311-й стрелковой дивизии 61-й армии 1-го Белорусского фронта. Отличился во время Варшавско-Познанской операции.
14 января 1945 года дивизия начала форсирование Вислы в 14 километрах к северо-западу от Магнушева. В этом месте посреди Вислы находился остров Кемпа Канарска, превращённый обороняющимися немецкими подразделениями в крупный опорный пункт. Оборона состояла из 3 линий траншей, усиленных заграждениями и инженерными сооружениями. Вдоль берегов Вислы и Пилицы были вырыты глубокие траншеи, а сами берега рек достигали в высоту до 8 метров. Рота Богданова входила в состав батальона капитана Савостина и находилась во втором эшелоне наступления. Бойцы роты, переправившись через реку по тонкому льду, вместе с батальоном капитана Маматова, находившимся в первом эшелоне, освободили населённый пункт Пулько и продвинулись по направлению к Подгужице. Вклинившись в немецкую оборону, рота захватила плацдарм, что способствовало успешной переправе через реку всего батальона.
Указом Президиума Верховного Совета СССР от 27 февраля 1945 года за «мужество, отвагу и героизм, проявленные при форсировании Вислы» лейтенант Пётр Богданов был удостоен высокого звания Героя Советского Союза с вручением ордена Ленина и медали «Золотая Звезда» за номером 7191.
Богданов участвовал в боях на территории Германии, Берлинской операции. После окончания войны в звании старшего лейтенанта был демобилизован. Работал механиком сначала на Иркутском мясокомбинате, затем на Сахалинском рыбокомбинате, машинистом железнодорожного крана во Владивостоке. В 1964 году вышел на пенсию. Проживал в Чите, умер 4 (по другим данным — 7) октября 1973 года.
Был также награждён орденом Красной Звезды и рядом медалей.